# کاموئس
کاموئس (به اسپانیایی: Camós) یک منطقهٔ مسکونی در اسپانیا است که در پلا دی ایستانی واقع شده‌است. کاموئس ۱۵٫۷ کیلومتر مربع مساحت دارد.